# Иммунология насекомых
Иммунология насекомых — отрасль иммунологии, изучающая иммунитет насекомых.

## Иммунитет насекомых — общие сведения
Защита насекомых от возбудителей инфекций обеспечивается как наличием прочного хитинового покрова, служащего преградой на пути возбудителя инфекции, так и наличием гуморального и клеточного иммунитета. Последние исследования свидетельствуют о наличии у насекомых не только врожденного иммунитета, но и приобретённого иммунитета и иммунологической памяти.

## Клеточный иммунитет насекомых
Клеточный иммунитет насекомых обеспечивает защиту насекомого от возбудителей инфекций с помощью фагоцитоза, инкапсулирования и синтеза меланина и его производных токсичных для бактериальных клеток. Все эти процессы происходят благодаря работе трёх видов клеток: плазматоцитов, ламеллоцитов и синтезирующих фенолоксидазу клеток (crystal cells). У взрослого насекомого присутствуют только плазматоциты личиночного происхождения, поскольку насекомое теряет лимфатические железы во время метаморфоза и у взрослого насекомого иммунокомпетентные клетки уже не вырабатываются. У личинки насекомого представлены все типы иммунокомпетентных клеток, однако большую часть этой популяции представляют плазматоциты. Клетки, синтезирующие фенолоксидазы, составляют только 5 % всей популяции гемоцитов. Ламмелоциты появляются в гемолимфе личинки насекомого только при заражении крупным паразитом, с которым не могут справиться плазматоциты.
Фагоцитоз осуществляется при распознавании плазматоцитом чужого или измененного своего. Например, на поверхности клеток в состоянии апоптоза находятся фосфатидилсерин-содержащие фосфолипиды. Плазматоциты распознают их с помощью специфических рецепторов и осуществляют фагоцитоз. Если же чужеродный агент, попавший в тело насекомого слишком велик, то в популяции гемоцитов появляются ламеллоциты — клетки, участвующие в процессе инкапсулирования. Так осы-паразиты откладывают в гемоцель личинок дрозофилы яйца, которые подвергаются атаке ламеллоцитов. Ламеллоциты прикрепляются к поверхности яйца, а также образуют контакты между собой, формируя многослойную капсулу, окружающую яйцо паразита и изолирующую его от внутренней среды хозяина. В свою очередь клетки, синтезирующие фенолоксидазу, способны таким образом катализировать окисление фенолов до хинонов, которые, полимеризуясь, образуют меланин, токсичный для микроорганизмов. Таким образом, как и у млекопитающих, одним из ключевых процессов клеточного иммунитета у насекомых является осуществляемый плазматоцитами фагоцитоз. В отличие от млекопитающих, насекомые способны заключать потенциальную угрозу в капсулу, которая впоследствии никуда не удаляется, а так и остается в теле насекомого.

## Гуморальный иммунитет насекомых
При взаимодействии иммунокомпетентных клеток насекомого с молекулярными паттернами на поверхности микроба происходит активация соответствующих рецепторов и запускаются сигнальные каскады, приводящие к активации транскрипции ряда антимикробных генов и к синтезу белков, функционирующих как антимикробные агенты. У насекомых наиболее хорошо изучены два пути передачи сигнала. Это Toll-путь, запускающийся при взаимодействии рецепторов с грибами и грам-положительными бактериями (точнее с их пептидогликаном), и Imd-путь, запускающийся при взаимодействии рецепторов с пептидогликаном грам-отрицательных бактерий. В результате запуска обоих путей происходит активация ряда внутриклеточных киназ и передача полученного о возбудителе сигнала в ядро. Активация фактора ядерной транскрипции IkB в случае передачи сигнала по Toll-сигнальному каскаду приводит к перемещению IkB в ядро и к транскрипции антимикробных генов.

## Продукты транскрипции антимикробных генов у насекомых
В ответ на инфекцию у дрозофил жировым телом и гемоцитами синтезируются короткие антимикробные пептиды. Некоторые из них действуют на грам-отрицательные бактерии, как диптерицин, другие — на грам-положительные как дефензин и на грибные — как дрозомицин — инфекции. У насекомых уже охарактеризовано 8 классов антимикробных пептидов, вероятно их гораздо больше. Кроме того, антимикробные пептиды — только одна часть ответа насекомого на вторжение патогена. У дрозофил было идентифицировано 543 гена, транскрипция которых усиливалась в ответ на заражение. Продуктами экспрессии этих генов были известные антимикробные пептиды, около 25 неизвестных пептидов, белки, участвующие в распознавании молекулярных паттернов на поверхности патогена и в фагоцитозе, а также белки, участвующие в продукции активных форм кислорода.

## Белок DSCAM и приобретенный иммунный ответ у насекомых
Для безошибочного распознавания любой попавшей в организм инфекции, в том числе и той, с которой никогда раньше не приходилось встречаться, нужно иметь много различных белков, избирательно связывающихся с чужеродными веществами. Позвоночные решают проблему распознавания чужого, с которым ещё не приходилось сталкиваться, с помощью продукции сотен тысяч вариантов антител. До недавнего времени считалось, что у насекомых нет аналога антител, и что у насекомых возможен только врожденный иммунный ответ. Однако недавние исследования показали, что, возможно, продукты гена DSCAM могут участвовать в образовании приобретенного иммунного ответа у насекомых. Ген DSCAM принадлежит к надсемейству иммуноглобулинов и у насекомых отвечает за регуляцию роста аксонов. DSCAM содержит 21 экзон, причем 4, 6, 10 экзоны представлены 14, 30, 38 экземплярами соответственно. В результате альтернативного сплайсинга может быть синтезировано 15 960 разных рецепторных белков. Опыты, проводившиеся на малярийных комарах, показали, что искусственное блокирование гена DSCAM приводит к снижению способности комара сопротивляться инфекциям, в его гемолимфе начинают размножаться бактерии. Кроме того сплайс-варианты DSCAM обладают повышенным сродством к поверхности того возбудителя, в ответ на вторжение которого они были синтезированы. Таким образом, разнообразие DSCAM позволяет предположить, что они играют у насекомых ту же роль, что и антитела у позвоночных животных.